# شهرستان سوتر (کالیفرنیا)
شهرستان سوتر شهرستانی در امتداد رودخانه ساکرامنتو در دره مرکزی، ایالت کالیفرنیا، آمریکا و در شمال مرکز ایالت کالیفرنیا، ساکرامنتو می‌باشد. مطابق با سرشماری سال ۲۰۰۶ جمعیت آن معادل ۹۳٬۱۴۲ نفر می‌باشد. بخشداری آن یوبا سیتی می‌باشد.
شهرستان سوتر یکی از شهرستان‌های اصلی کالیفرنیا می‌باشد که در دوران بوجودآمدن ایالت‌ها در آمریکا در سال ۱۸۵۰ به وجود آمده‌است. بخشی از این شهرستان در سال ۱۸۵۱ به شهرستان پلاسر، کالیفرنیا داده شده‌است.